# Jan Chrzciciel Dąmbski
Jan Chrzciciel Dąmbski herbu Godziemba (ur. 1731, zm. 5 kwietnia 1812 w Kaczkowie) – generał inspektor kawalerii koronnej, ostatni kasztelan inowrocławski.

## Życiorys
Ojciec Jana Chrzciciela, Kazimierz Józef Dąmbski (1701–1765) był chorążym nadwornym koronnym i wojewodą sieradzkim. Matka Jadwiga Dąmbska (1710–1767), była córką Wojciecha.
Od wczesnej młodości służył w wojsku polskim. Od 1757 pułkownik wojsk koronnych, następnie generał major i generał adiutant. Poseł na sejm 1766 roku z województwa brzeskokujawskiego. Był posłem województwa inowrocławskiego na Sejm Repninowski. W 1779 po rezygnacji Andrzeja Mokronowskiego generał inspektor kawalerii koronnej od 30 lipca 1779. Złożył inspektorstwo kawalerii w sierpniu 1781 roku na rzecz Kajetana Miączyńskiego. Kasztelanem konarskim kujawskim został 16 grudnia 1782 po śmierci Franciszka Mieczkowskiego h. Bończa. Kasztelanem kowalskim został w miesiąc późnej, dnia 20 stycznia 1783. Urząd kasztelana inowrocławskiego pełnił od 1783 do 1795.
Za zasługi został odznaczony Orderem świętego Stanisława (1779) oraz Orderem Orła Białego (1785).

## Potomkowie
Był trzykrotnie żonaty. Z pierwszą żoną nie miał dzieci. Druga: Marianna Mier, córka Wilhelma urodziła córkę Annę Anielę, która poślubiła Antoniego Dezyderego Biesiekierskiego, chorążego inowrocławskiego.
Trzecia żona Magdalena Teresa Wolska urodziła córkę Julię i dwóch synów. Starszy syn Kazimierz, był oficerem wojska polskiego.